# Argemone aenea
Argemone aenea Ownbey – gatunek rośliny z rodziny makowatych (Papaveraceae Juss.). Występuje naturalnie w południowej części Stanów Zjednoczonych (w Nowym Meksyku i Teksasie) oraz w Meksyku (w stanach Coahuila, Nuevo León i Tamaulipas). 

## Morfologia
PokrójRoślina jednoroczna lub bylina efemeryczna dorastająca do 30–80 cm wysokości. Łodyga jest kolczasta.
LiścieSą pierzasto-klapowane, pokryte kolcami.
KwiatyPłatki mają żółtą barwę i osiągają do 35–60 mm długości. Kwiaty mają około 150 wolnych pręcików o czerwonych lub purpurowych nitkach. Zalążnia zawiera 4 lub 5 owocolistków.
OwoceTorebki o podłużnie elipsoidalnym kształcie. Są pokryte kolcami. Osiągają 25–35 mm długości i 12–16 mm szerokości.

## Biologia i ekologia
Rośnie na nieużytkach oraz otwartych suchych przestrzeniach. Występuje na wysokości do 1500 m n.p.m.

## Ochrona
W Nowym Meksyku jest krytycznie zagrożony, natomiast w Teksasie jego występowanie jest kwestionowane.